# Distretto di Kohima
Il distretto di Kohima è un distretto del Nagaland, in India, di 314 366 abitanti. Il capoluogo è Kohima.